# Girolata
Pour les articles homonymes, voir Girolata (homonymie).
Girolata est un hameau de la commune française d'Osani, sur la côte ouest de la Corse, réputé pour son golfe du même nom, dans le parc naturel régional de Corse.

## Le golfe de Girolata
Le golfe est fermé au nord par la Punta Muscillina et au sud par le Monte Seninu. C'est un mouillage recherché par les plaisanciers et la beauté du site en fait un haut lieu du tourisme.
Au nord, la réserve naturelle de Scandola, sanctuaire pour la faune et pour la flore qui y vivent, est inaccessible par la terre. On ne peut l'approcher que par la mer.

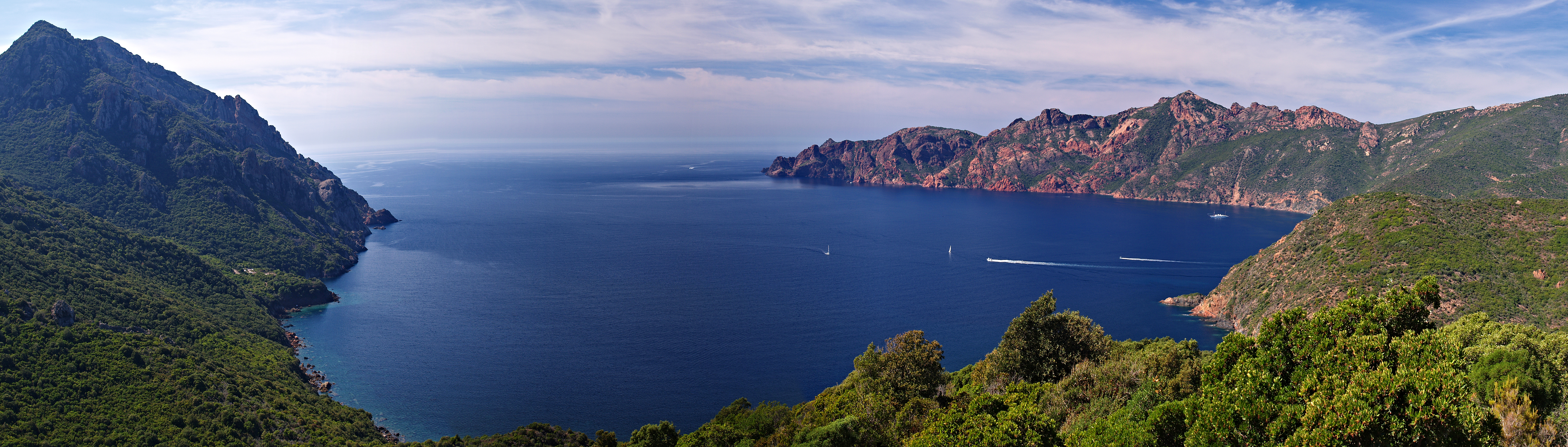
Golfe de Girolata

### Patrimoine mondial
L'ensemble calanques de Piana, réserve naturelle de Scandola et golfe de Girolata est inscrit depuis 1983 sur la liste du patrimoine mondial.
Le nom de golfe de Porto : calanche de Piana, golfe de Girolata, réserve de Scandola proposé par les autorités françaises pour remplacer le nom de « les Caps de Girolata et de Porto et réserve naturelle de Scandola, calanches de Piana en Corse », a été approuvé par l'UNESCO.

## Le hameau de Girolata
Blotti au fond du golfe, le hameau fait partie de la commune d'Osani. Il n'est accessible que par la mer et par un sentier partant du col de la Croix (Bocca a Croce), sur la route D81 ou en empruntant plus au sud, le sentier de grande randonnée Tra mare è monti.
Durant la saison estivale, des services de promenade en mer embarquent les voyageurs depuis les marines de Cargèse, Porto et Calvi. Au hameau, présence de gîtes d'étape et d'établissements de restauration.
Les quelques maisons du hameau sont principalement alignées sur la petite presqu'île éponyme. Celle-ci protège du large la plage de Focaghia.

## Histoire
Au milieu du XVIe siècle, face aux raids des barbaresques, l'Office de Saint Georges fait fortifier le golfe de Porto. Le fortin de Girolata  est érigé en 1552. Les travaux sont entrepris par l'architecte génois Gieronimo da Levanto puis, suite de son décès, c'est Giovan Battista de Franchi qui les achève. La construction est complétée au début du XVIIe siècle .
Le fortin est un ensemble défensif constitué d'une enceinte fortifiée polygonale bastionnée, protégeant une tour carrée et ses annexes. La tour est constituée de deux constructions imbriquées, élevées sur trois niveaux en moellons de granit. La tour principale dénommée Torre Grande, est flanquée de la Torre Mezza. Dans l'enceinte une chapelle a été bâtie avec, en contrebas, la poudrière.
En juin 1540, la flotte génoise capture, à l'issue de la bataille de Girolata, le pirate turc Dragut qui effectuait régulièrement des razzias sur la Corse et dont l'escadre était à l'ancre dans le golfe de Girolata qu'elle venait de razzier.
Le fortin, acheté par l'État à des particuliers, est classé monument historique depuis 2013. Par suite d'un projet d'aménagement du PNRC, propriétaire, il a fait l'objet d'un diagnostic archéologique par l'INRAP .
Le 18 août 2022, de violents orages ont touché la Corse, y faisant cinq morts dont un marin-pêcheur à Girolata.

## Développement durable
Malgré le classement au patrimoine mondial de l’Unesco, la surfréquentation touristique nuit à la biodiversité de la réserve de Scandola.

## Personnalités liées à Girolata
Guy Ceccaldi dit Marathon Man. En l'absence de route ou de piste carrossable, cet ancien facteur de Girolata parcourait tous les jours de la semaine depuis le col de la Croix (269 m d'altitude) 7 km à pied à travers le maquis montagneux pour distribuer le courrier aux administrés du hameau de Girolata. Il rejoignait le col à cyclomoteur depuis le bureau de la Poste de Partinello dont il relevait. Il a pris sa retraite fin 2006, et est mort en 2017.
Il était devenu une figure emblématique de l'administration des Postes en Corse, un personnage mondialement connu car sujet de maints films, reportages et interviews. Unique facteur en France métropolitaine à parcourir autant de distance à pied pour accomplir sa tâche, il mettait seulement quarante-cinq minutes pour effectuer le trajet pourtant fléché « Girolata 1h 30 » au Col de la Croix. 

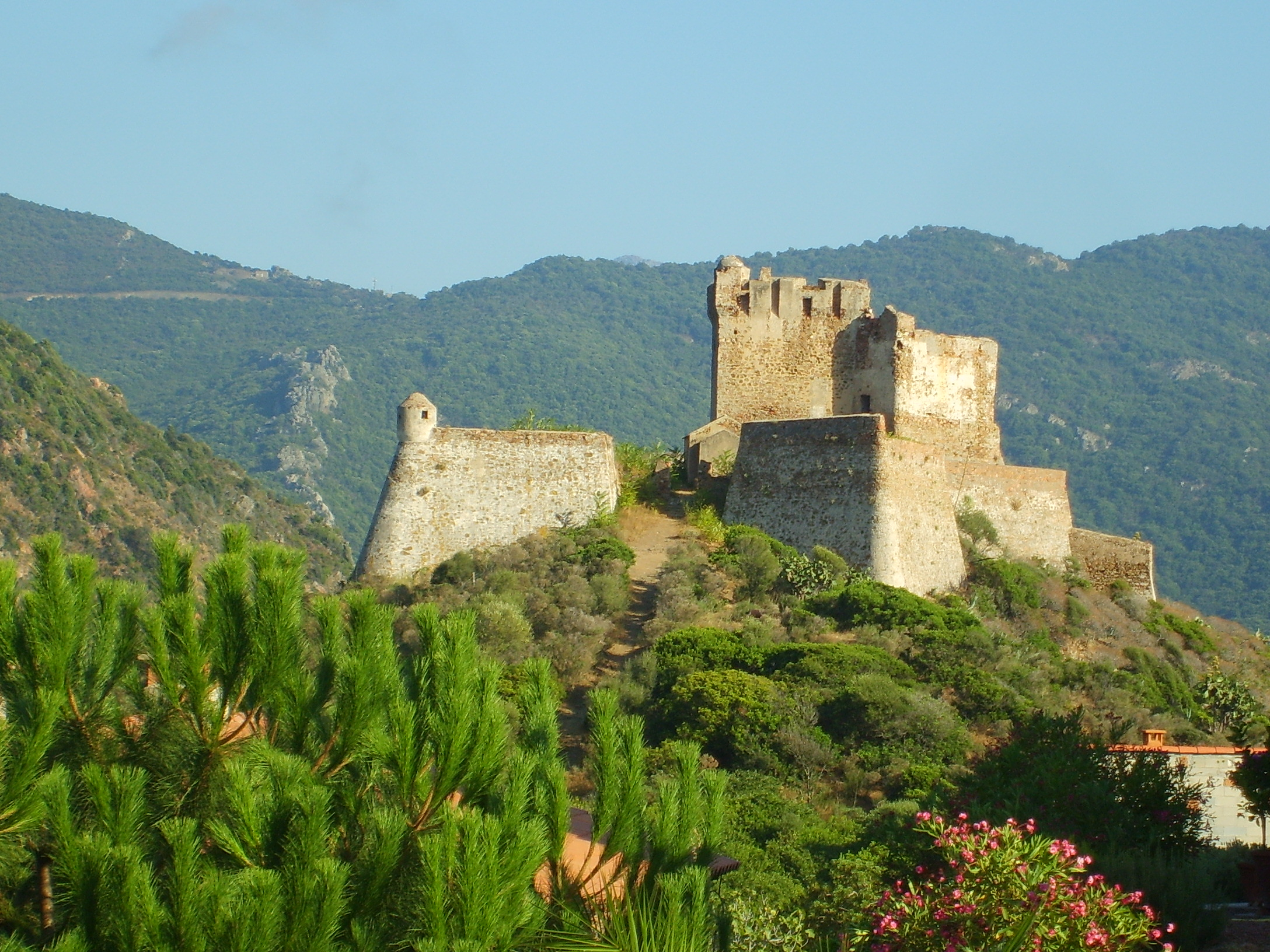
Le fortin qui domine le golfe de Girolata.
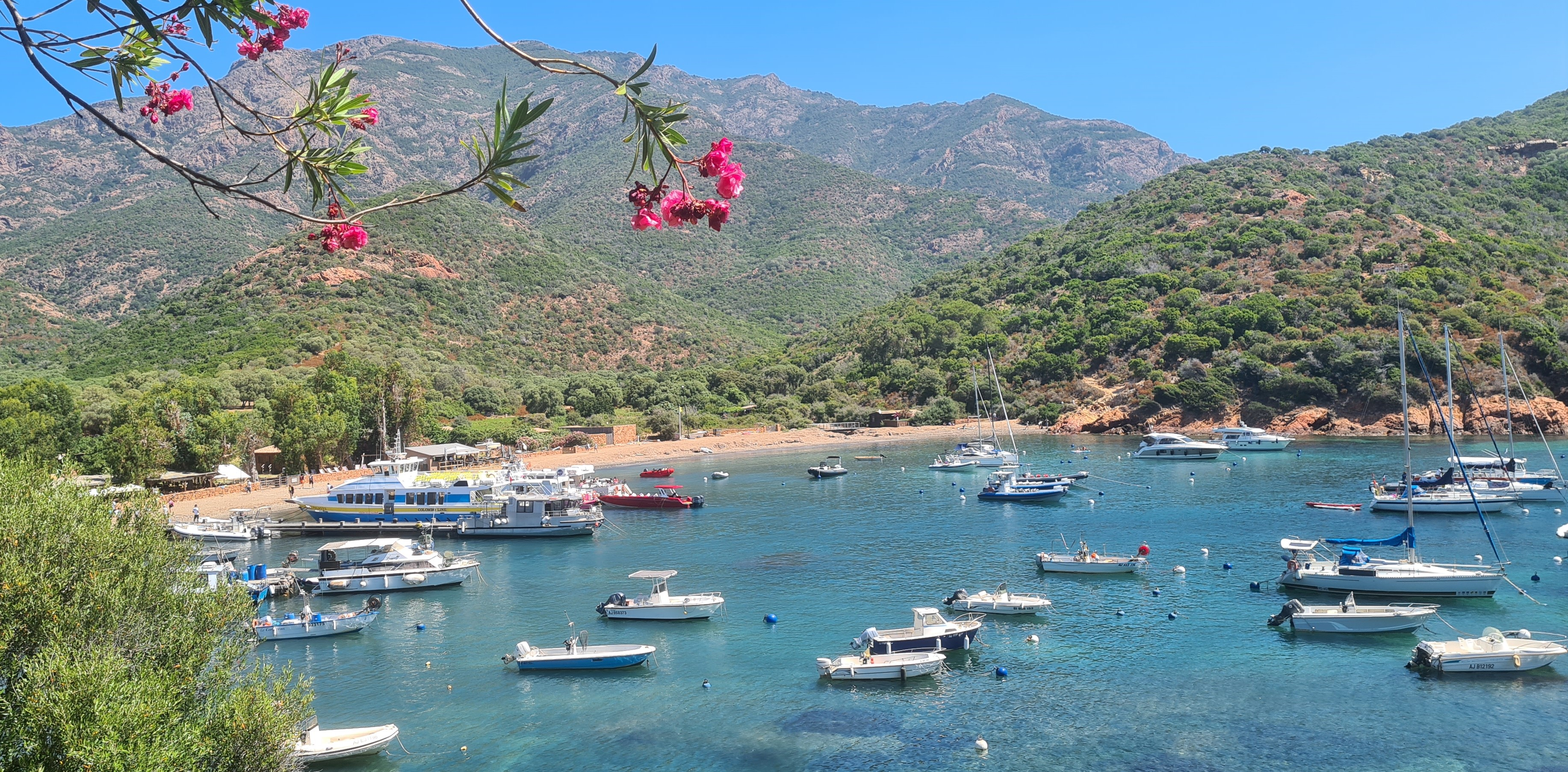
Le mouillage de Girolata.
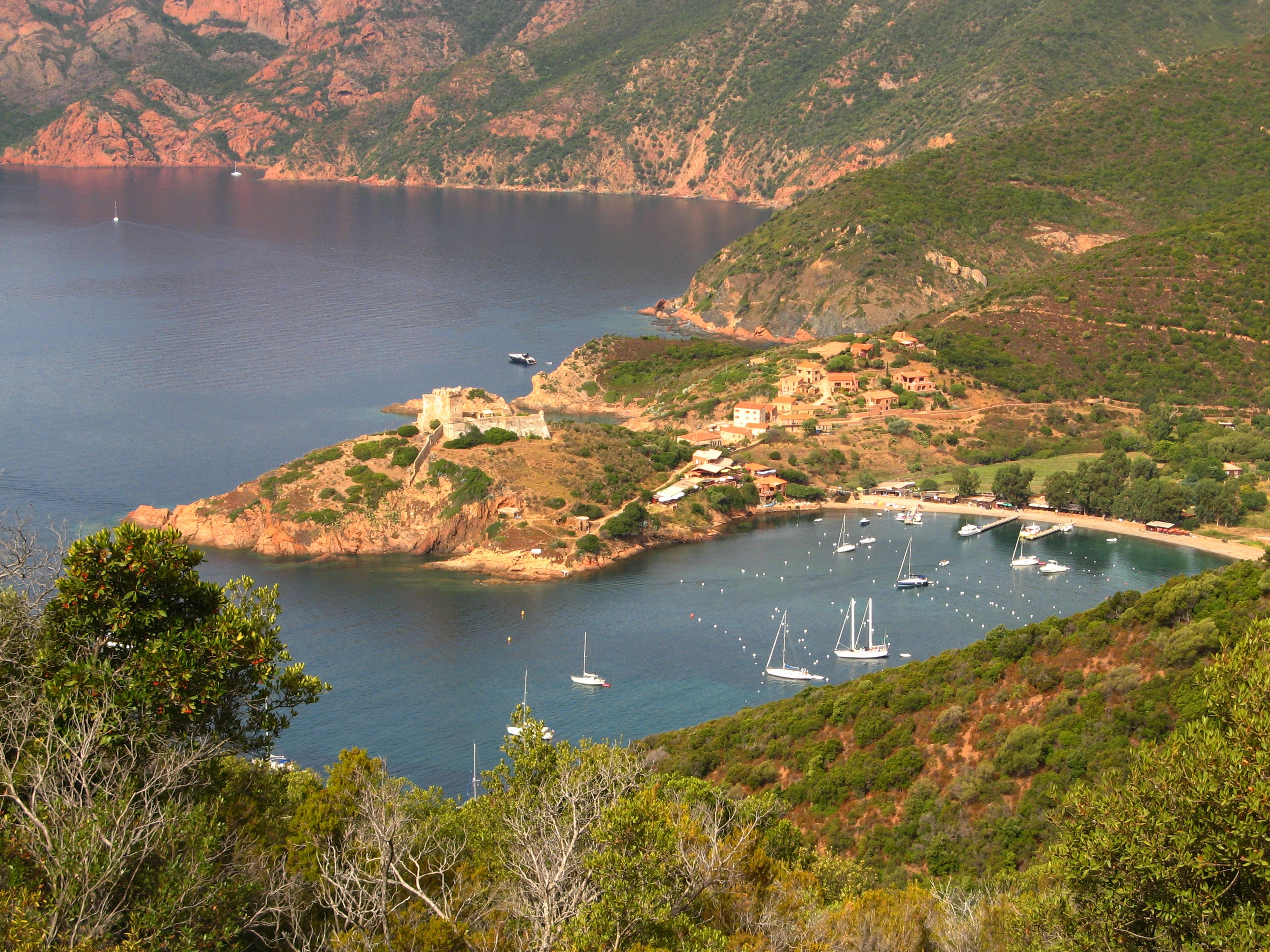
La presqu'île et le hameau de Girolata, en arrivant par le sentier du facteur.
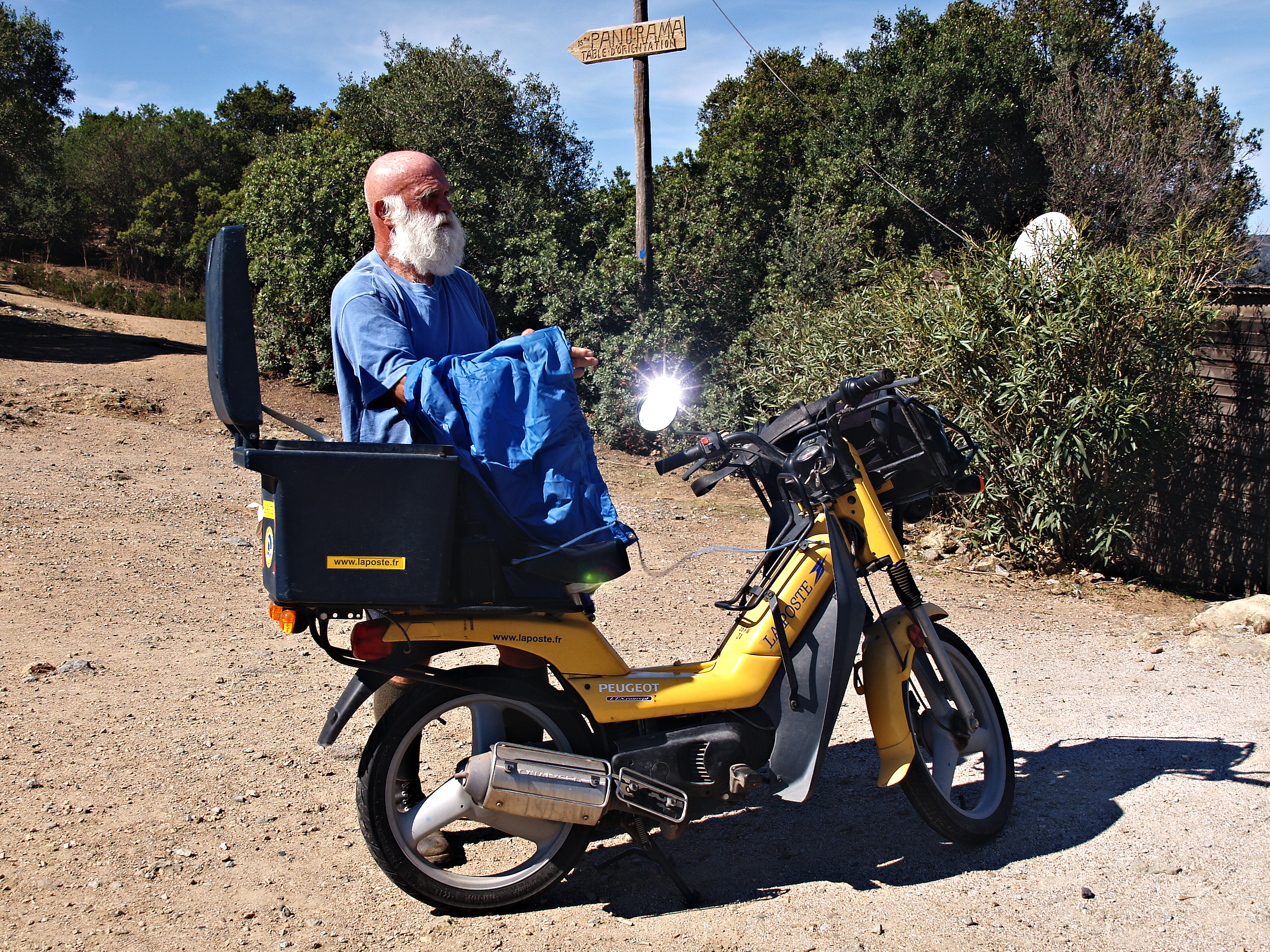
Guy Ceccaldi au col de la Croix.

## Sources
- Maurice Dessemond et Monique Sacra Negri, Girolata, 3 000 ans d'histoire corse, Levandi et Editions européennes de Marseille-Provence, 2000